# Лінда Бруковер
Лінда Бруковер — американська сценаристка, кінопродюсерка, есеїстка з кінотематики, зокрема про фільми жахів і нуар.

## Освіта
Бруковер закінчила Техаський університет в Остіні, отримавши ступінь бакалавра з іспанської. Вона здобула ступінь магістра освіти в Університеті Східного Техасу та в Каліфорнійському університеті в Лос-Анджелесі.

## Письменницька діяльність
У 1997 році Бруковер отримала права на екранізацію книги Едварда Ормондройда «Час на вершині» і написала сценарій, який наступного року реалізував Showtime Networks. У 1998 році Бруковер була продюсером незалежного повнометражного фільму Beat, для якого вона написала сцени аяуаски між персонажами Вільямом С. Берроузом (Кіфер Сазерленд) та його оплаченою дружиною Лі (Сем Траммелл).
У 2001 році вона написала та спродюсувала разом з Крістофером Копполою короткометражний фільм жахів «Техаська різанина вампірів», який надав «чудові «уривки» імовірних чорно-білих регіональних жахів» як вигаданий автомобільний фільм у «Кровавоголовому» Копполи, відомий як The Creature of the Sunny. У 2002 році вона знову виступила спільно з Копполою в короткометражній драмі про хворобу Альцгеймера «Риба в пустелі», заснованій на її новелі.
Починаючи з 1996 року Бруковер написав серію статей про фільми нуар і «політику» жанру жахів. Протягом того ж періоду вона була редактором, інтерв’юером та есеїстом онлайн-журналу OneWorld, до якого вона публікувала статті на такі різноманітні теми, як повстання пуебло, життя активіста американських індіанців Рассел Мінс, аяуаску та «Крокодилські файли», в яких був представлений один з найперших інтерв’ю з покійним «мисливцем на крокодилів Стівом Ірвіном.

## Виробництво
Окрім «Біт» та двох короткометражних фільмів, Бруковер був виконавчим продюсером незалежних повнометражних фільмів «Білі ночі» (2005) та «Ночний прибуток» (2013). Вона також працювала як виконавиця, допомагала в підготовці та в різних виробничих сферах в кіно- та телевізійних проєктах, наприклад «Чоловіки шукають жінок» (1997) та «Час на вершині, щоб я вижив!» (2000) і «Телефон-привид» (2011).